# Turnix maculosus
La quaglia tridattila dorsorosso (Turnix maculosus, Temminck 1815) è un uccello caradriiforme della famiglia dei Turnicidi.

## Sistematica
Turnix maculosus ha 16 sottospecie:
- Turnix maculosus maculosus
- Turnix maculosus beccarii
- Turnix maculosus kinneari
- Turnix maculosus obiensis
- Turnix maculosus sumbanus
- Turnix maculosus floresianus
- Turnix maculosus savuensis
- Turnix maculosus saturatus
- Turnix maculosus furvus
- Turnix maculosus giluwensis
- Turnix maculosus horsburghi
- Turnix maculosus mayri
- Turnix maculosus salamonis
- Turnix maculosus melanotus
- Turnix maculosus pseutes
- Turnix maculosus yorki

## Distribuzione e habitat
Questo uccello vive in Australia, Indonesia, Filippine, Papua Nuova Guinea, Isole Salomone e Timor Est.